# Pentagonaster
I Pentagonaster sono un genere di stelle marine appartenente alla famiglia Goniasteridae.

## Specie
Il genere include cinque più due specie di echinodermi, qui di seguito l'elenco del World Register of Marine Species:
- Pentagonaster duebeni Gray, 1847
- † Pentagonaster elegans Blake & Zinsmeister, 1988
- Pentagonaster pulchellus Gray, 1840
- Pentagonaster pulvinus Alcock, 1893
- Pentagonaster stibarus H.L. Clark, 1914

Nomen nudum :
- Pentagonaster austro-granularis Perrier, 1888
- Pentagonaster granulosus Perrier, 1878